# PF Cassano Magnago
Le PF Cassano Magnago (Pallamano Femminile Cassano Magnago en italien) est un club féminin italien de handball basé à Cassano Magnago. Il s'agit du club le plus titré du championnat d'Italie avec 11 titres consécutifs entre 1986 et 1996.

## Palmarès
compétitions nationales
- vainqueur du championnat d'Italie (11) en 1986, 1987, 1988, 1989, 1990, 1991, 1992, 1993, 1994, 1995 et 1996
- vainqueur de la coupe d'Italie (2) en 1988 et 1995